# Homoanarta nudor
Homoanarta nudor är en fjärilsart som beskrevs av Dyar 1920. Homoanarta nudor ingår i släktet Homoanarta och familjen nattflyn. Inga underarter finns listade i Catalogue of Life.